# Американо-італійські відносини
Італія та США мають теплі та дружні стосунки. З 1840 року Сполучені Штати мають дипломатичне представництво в Італії та її попередній державі, Королівстві Італія. Проте у 1891 році італійський уряд розірвав дипломатичні відносини і на деякий час розглянув війну проти США як відповідь на невирішений випадок лінчування одинадцяти італійців у Новому Орлеані, штат Луїзіана, і стався розрив відносин з 1941 по 1943 рік, тоді як Італія і Сполучені Штати були у стані війни.
Після Другої світової війни Італія стала досить активним трансатлантичним партнером, який разом зі Сполученими Штатами прагнув підтримувати демократичні ідеали та міжнародне співробітництво в сферах і громадянських конфліктів. З цією метою італійський уряд співпрацював із Сполученими Штатами у формуванні політики оборони, безпеки та миротворчої діяльності. Відповідно до давніх двосторонніх угод, що випливають із членства в НАТО, Італія розміщує важливі військові сили США у Віченці та Ліворно (армія); Авіано (повітряні сили); і Сігонелла, Гаета і Неаполь — порт приписки шостого флоту ВМС США. Сполучені Штати мають близько 11 500 військовослужбовців, які дислокуються в Італії
Італія виступає головним партнером у боротьбі з тероризмом, виступаючи одним із засновників ЄС, НАТО, США та Італія співпрацюють в Організації Об'єднаних Націй, у різних регіональних організаціях та на двосторонній основі заради миру, процвітання та безпеки.
На додаток до тісних державних, економічних і культурних зв'язків, згідно з опитуваннями, Італія є однією з найбільш проамериканських держав у світі: у 2002 році 70 % італійців прихильно ставилися до Сполучених Штатів, збільшившись до 78 %. у 2014 році Згідно зі звітом про глобальне лідерство США за 2012 рік, 51 % італійців схвалили лідерство США під час адміністрації Обами, 16 % не схвалюють і 33 % не впевнені. З іншого боку, багато американців також позитивно ставляться до Італії: понад 70–80 % американців вважають Італію улюбленою країною.

## XVIII— початок XX століття
До 1861 року не існувало жодної окремої італійської держави . Натомість Італійський півострів був розділений між кількома меншими державами, кожне з яких Сполучені Штати встановили дипломатичні відносини. Багато з цих невеликих італійських держав були одними із перших у світі, які визнали незалежність і підтримували дипломатичні відносини зі Сполученими Штатами. Наприклад, Республіка Генуя офіційно визнала незалежність США в 1792 році а консульські відносини були встановлені з Папською державою вже в 1797 році Під час Рісорджіменто менші держави, що населяли італійський півострів, об'єдналися, утворивши Королівство Італія . Сполучені Штати офіційно визнали Королівство Італія 11 квітня 1861 року
Під час Першої Варварської війни (1801—1805) Сполучені Штати були в союзі з Сицилійським королівством проти берберійських корсарів через спільну зацікавленість обох країн у тому, щоб покласти край порушенням торгівлі на Середземному морі, спричиненим корсарами. .
І Італія, і Сполучені Штати були частиною Альянсу восьми націй, який втрутився в повстання боксерів у Китаї з 1899 по 1901 рік.
З 1880-х по 1920 рік понад 4 мільйони італійців емігрували до Сполучених Штатів і становили понад 10 відсотків населення країни, що народилося за кордоном. Американці-італійці зіткнулися з ворожістю та дискримінацією через те, що вони були католиками в більшості протестантських націй з довгою історією антикатолицьких настроїв . Італійська імміграція до Сполучених Штатів зменшилася в 1920-х роках в основному через ухвалення Закону про імміграцію 1924 року, що призвело до зниження італійської імміграції більш ніж на 90 відсотків.
Після смерті 11 італійців під час масового самосуду в 1891 році відносини між націями стали досить напруженими. Італійський уряд вимагав притягнути натовп лінчів до відповідальності та виплатити репарації родинам загиблих. Коли США відмовилися переслідувати лідерів натовпу, Італія на знак протесту відкликала свого посла з Вашингтона.  США наслідували його приклад, відкликавши свою делегацію з Риму. Дипломатичні відносини залишалися в застої більше року. Коли президент Бенджамін Гаррісон погодився виплатити сім'ям жертв компенсацію в розмірі 25 000 доларів, Конгрес безуспішно спробував втрутитися, звинувативши його в «неконституційній узурпації повноважень Конгресу». 
Сполучені Штати та Італія були членами союзних держав під час Першої світової війни, а президент Вудро Вільсон відвідав Рим під час подорожі на Паризьку мирну конференцію . Проте на конференції президент Вудро Вільсон виступив проти італійських цілей іредентистської війни, гарантованих таємним Лондонським договором, що суперечило його 14 пунктам. Вони вимагали «відкритої дипломатії» та самовизначення. На знак протесту проти відмови Вільсона та інших лідерів Альянсу визнати територіальні вимоги в Югославії та Албанії, італійська делегація під керівництвом прем'єр-міністра Вітторіо Орландо та міністра закордонних справ Сідні Сонніно покинула конференцію. Вілсон намагався пом'якшити ситуацію, та звернувся до італійського народу в Ле Темп, але це було висміяно італійським суспільством.
Після приходу Муссоліні до влади Сполучені Штати схвалювали його ранні досягнення, включаючи допомогу у відносинах між двома країнами. Відносини погіршилися після вторгнення Італії в Ефіопію . Це був майже той час, коли Сполучені Штати почали практикувати ізоляціонізм .
З 1941 по 1943 рік Італія перебувала у стані війни зі Сполученими Штатами. З 1943 року і до кінця війни єдиною частиною Італії, яка воювала зі Сполученими Штатами, була німецька маріонеткова держава Італійська Соціальна Республіка . Італійські партизани та Віктор Еммануїл III та його вірні з 1943 року й далі допомагали Сполученим Штатам та іншим союзникам під час Італійської кампанії Другої світової війни . Коли війна закінчилася, Сполучені Штати окупували Італію до свого плебісциту щодо інституційної форми держави . Сполучені Штати допомогли з переходом від монархії до республіки в 1946 році. Відтоді Італія стала союзником Сполучених Штатів і буфером проти поширення комунізму в Європі .

## 1946—1989 роки
З 1946 по 1953 рік Італія стала республікою (1946), підписала мирний договір з союзниками (1947), членом Організації Північноатлантичного договору (НАТО) у 1949 та союзником США, що допомогло відродити Італійську економіка за планом Маршалла . Тоді ж Італія також стала членом Європейського співтовариства вугілля та сталі (ЄВС), яке з часом перетворилося на Європейський Союз (ЄС).
Прем'єр-міністр християн-демократів Альсіде де Гаспері (1945—1953) користувався значною підтримкою в США, де його розглядали людиною, яка могла б протистояти зростаючій хвилі комунізму, зокрема Італійської комуністичної партії, що була найбільшою комуністичною партією у світі. Західноєвропейська демократія. У січні 1947 року він відвідав США. Головними цілями поїздки було пом'якшення умов мирного договору з Італією та отримання невідкладної економічної допомоги. Його десятиденний тур, організований медіамагнатом Генрі Люсом — власником журналу Time — та його дружиною Клер Бут Люс, майбутнім послом у Римі, був розцінений як медіа «тріумф», що викликало позитивні коментарі широкої частини американської аудиторії.
Під час зустрічей у США йому вдалося отримати фінансово скромну, але політично значущу позику Ексімбанку в Італії в розмірі 100 мільйонів доларів США. За словами Де Гаспері, громадська думка розглядала б позику як вотум довіри італійському уряду та зміцнює його позиції проти Комуністичної партії в контексті холодної війни, що виникає. Позитивні результати зміцнили репутацію Де Гаспері в Італії. Він також повернувся з корисною інформацією про початкові зміни в американській зовнішній політиці, які призвели до холодної війни та розриву в Італії з комуністами та лівими соціалістами та їх усунення з уряду під час травневої кризи 1947 року .
Італія зіткнулася з політичною нестабільністю в 1970-х, яка закінчилася у 1980-х. Цей період, відомий як роки лідерства, характеризувався соціальними конфліктами та терористичними актами, здійсненими позапарламентськими рухами. Вбивство лідера Християнської демократії (DC) Альдо Моро призвело до кінця " історичного компромісу " між DC та Комуністичною партією (PCI). У 1980-х роках вперше двома урядами керували республіканець (Джованні Спадоліні) і соціаліст (Беттіно Краксі), а не член DC.
Багато аспектів Років Свинцю досі оповиті таємницею, і дискусії щодо них тривають. Було багато, особливо лівих, хто говорив про існування в ті роки стратегії напруженості (strategia della tensione). Згідно з цією теорією, до створення «стратегії напруженості» були залучені окультні та іноземні сили. Ідентифіковані організації включали: « Гладіо» — секретну антикомуністичну структуру НАТО; масонська ложа P2, відкрита в 1981 році після арешту її лідера Лісіо Джеллі ; неофашистські організації «чорного тероризму», такі як Ordine Nuovo або Avanguardia Nazionale ; італійська спецслужба ; і США . Ця теорія знову з'явилася в 1990-х роках після визнання прем'єр-міністром Джуліо Андреотті існування Гладіо перед Парламентською асамблеєю 24 жовтня 1990 року Юридичні розслідування вибухів на площі Фонтана та Болонської різанини, а також кілька парламентських звітів вказували на таку навмисну стратегію напруги. Прокурор Мілана Гвідо Сальвіні звинуватив офіцера ВМС США Девіда Карретта за його участь у вибуху на площі Фонтана. Він також здивував Карло Роккі, співробітника ЦРУ в Італії, у 1995 році під час пошуку інформації щодо цієї справи в середині 1990-х років. У 2000 році у звіті парламентської комісії тодішнього лівоцентристського уряду було зроблено висновок, що стратегія напруженості була підтримана Сполученими Штатами, щоб «зупинити PCI, а також певною мірою також PSI, від досягнення виконавчої влади в країні». ".
Із закінченням Років лідерства (Італія) (1969—1989) Італійська комуністична партія поступово збільшувала свої голоси під керівництвом Енріко Берлінгера . Соціалістична партія (PSI), партнер християнських демократів і очолювана прем'єр-міністром Беттіно Краксі, стала все більше і більше критично ставитися до комуністів і Радянського Союзу ; Сам Краксі виступав за те, щоб президент США Рональд Рейган розмістив ракети Pershing II в Італії, і комуністи гаряче оскаржували цей крок. Після падіння Берлінської стіни Італія зіткнулася зі значними проблемами, оскільки виборці, розчаровані минулим політичним паралічем, величезним державним боргом та розгалуженою корупційною системою (сукупно називаються Тангентополі після того, як її розкрили розслідування "Чистими руками "), вимагали політичних, економічних, і етичні реформи. Скандали охопили всі великі партії, але особливо ті, що входять до урядової коаліції: у період з 1992 по 1994 рік християнські демократи пережили серйозну кризу і були розпущені, розпавшись на кілька частин, а також соціалісти та інші правлячі другорядні партії також розпалися. Комуністи реорганізувалися як соціал-демократична сила.
Протягом 1990-х і 2000-х років Сполучені Штати та Італія завжди співпрацювали як партнери НАТО з таких питань, як війна в Перській затоці, Ліван, близькосхідний мирний процес, багатосторонні переговори, миротворча діяльність у Сомалі та Мозамбіку , торгівля наркотиками, торгівля жінками та дітьми та тероризм. Відповідно до давніх двосторонніх угод, що випливають із членства в НАТО, Італія розміщує важливі військові сили США у Віченці та Ліворно (армія); Авіано (повітряні сили); і Сігонелла, Гаета і Неаполь – порт приписки Шостого флоту Сполучених Штатів . Сполучені Штати мають близько 13 000 військовослужбовців, які дислокуються в Італії. В Італії знаходиться Оборонний коледж НАТО в Римі. Італія залишається сильним та активним трансатлантичним партнером, який разом зі Сполученими Штатами прагне сприяти розвитку демократичних ідеалів та міжнародного співробітництва в сферах протиріч і громадянських конфліктів.
Протягом 2000-х років Берлусконі та його кабінети мали сильну тенденцію підтримувати американську зовнішню політику незважаючи на політичний розрив між США та багатьма членами-засновниками Європейського Союзу (Німеччина, Франція та Бельгія) під час адміністрації Буша . Під його керівництвом італійський уряд також змінив свою традиційну позицію щодо зовнішньої політики з найбільш проарабського західного уряду до більшої дружби з Ізраїлем та Туреччиною . Італія з Берлусконі на посаді стала надійним союзником Сполучених Штатів завдяки його підтримці у війні в Афганістані та війні в Іраку після вторгнення в Ірак у 2003 році у війні з тероризмом . Сільвіо Берлусконі під час зустрічей з Генеральним секретарем ООН Кофі Аннаном і президентом США Джорджем Бушем заявив, що він наполягає на «чистому повороті ситуації в Іраку» та швидкої передачі суверенітету уряду, обраному іракцями. Люди.  Збройні сили Італії мали близько 3200 військовослужбовців, розгорнутих у Південному Іраку, третій за величиною контингент там після американських і британських сил. Італійські війська були поступово виведені з Іраку в другій половині 2006 року, а останні солдати залишили країну в грудні того ж року.
Під час свого другого лівоцентристського уряду з 2006 по 2008 рік прем'єр-міністр Романо Проді виклав певний зміст своєї нової зовнішньої політики, коли пообіцяв вивести італійські війська з Іраку і назвав війну в Іраку «серйозною помилкою, яка не вирішила, а збільшила проблема безпеки».